# Partielle Finsternis

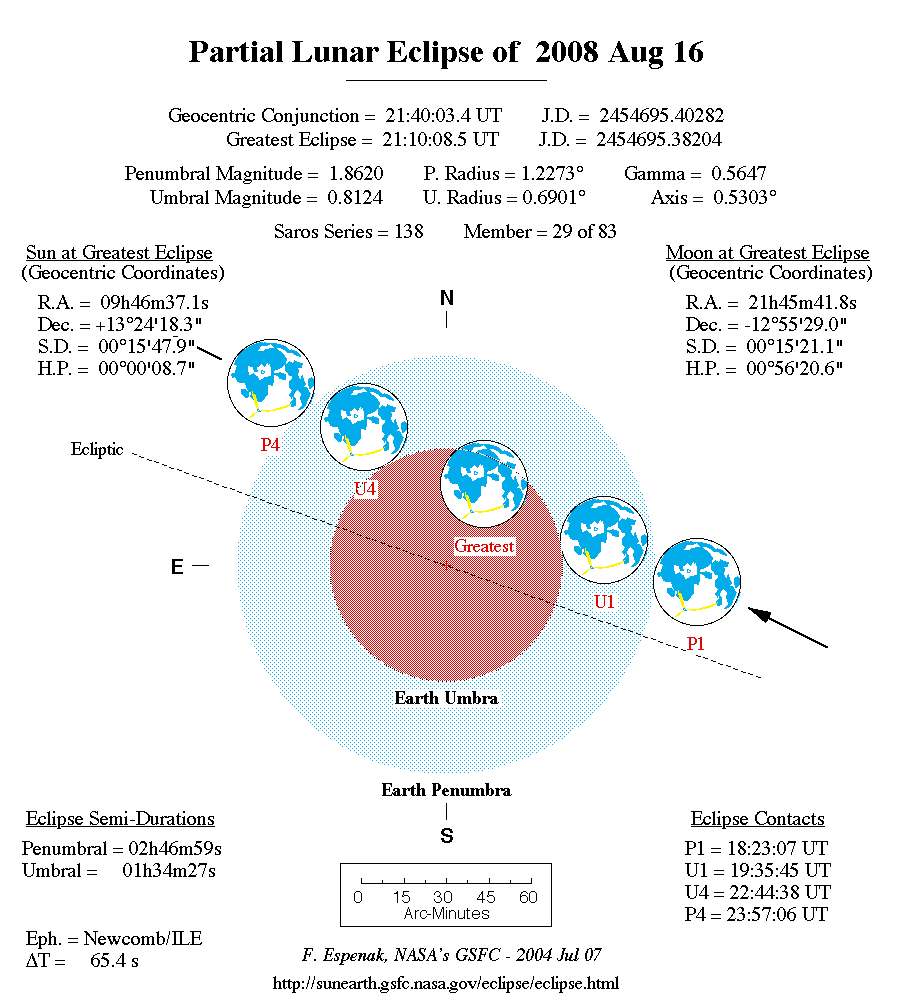
Partielle Mondfinsternis, 16. August 2008

Bei einer partiellen Finsternis wird ein Himmelskörper teilweise durch einen anderen bedeckt. Der Begriff wird vor allem bei Sonnen- und Mondfinsternissen verwendet, seltener auch bei Planetenbedeckungen.
Bei einer Mondfinsternis hängt die maximale Bedeckung nur von der Mondbahn relativ zur Erde ab, aber nicht vom Standort des Beobachters. Die Finsternis ist total, wenn der Mond ganz in den Erdschatten wandert. Partiell ist sie, wenn der Mond nur teilweise in den Kernschatten oder gar nur in den Halbschatten tritt. Jede Mondfinsternis verläuft für alle Beobachter gleich, für die der Mond über dem Horizont steht.
Demgegenüber hängt der Verlauf jeder Sonnenfinsternis (und bei den selteneren Planeten-Verfinsterungen) vom Standort des Beobachters ab. 

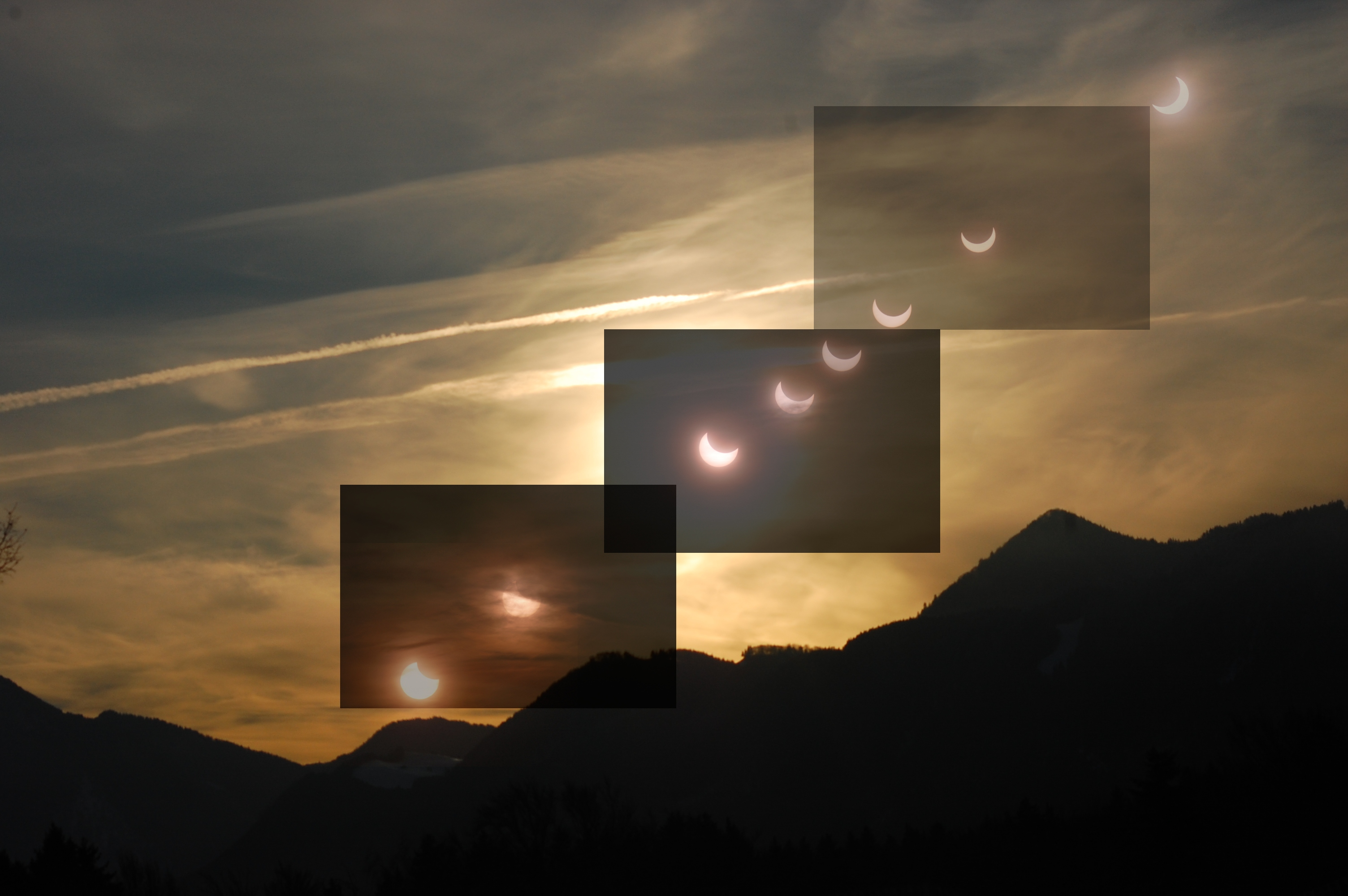
Partielle Sonnenfinsternis vom 4. Januar 2011 vormittags, Fotomontage bis kurz nach Finsternismitte

Partiell werden jene häufigen Sonnenfinsternisse genannt, bei denen der Kernschatten des Mondes nirgends die Erde trifft, sondern nur sein Halbschatten. Weil dieser mehrere tausend Kilometer misst, können solche Finsternisse auf bis zu einem Viertel der Erdoberfläche beobachtet werden.
Bei einer totalen Finsternis hingegen erreicht der Kernschatten des Mondes die Erde, aber nur entlang eines schmalen Streifens auf der Erdoberfläche. Seitlich dieser Totalitätszone erscheint die Finsternis partiell. 
Streng genommen ist daher zwischen einer wirklich totalen Finsternis (mit seitlich partieller Verfinsterung) und einer lediglich partiellen Finsternis zu unterscheiden. Bei letzterer ist der Helligkeitsabfall der Sonnenstrahlung außerdem nur bei sehr großem Bedeckungsgrad (über etwa 60 %) merklich.

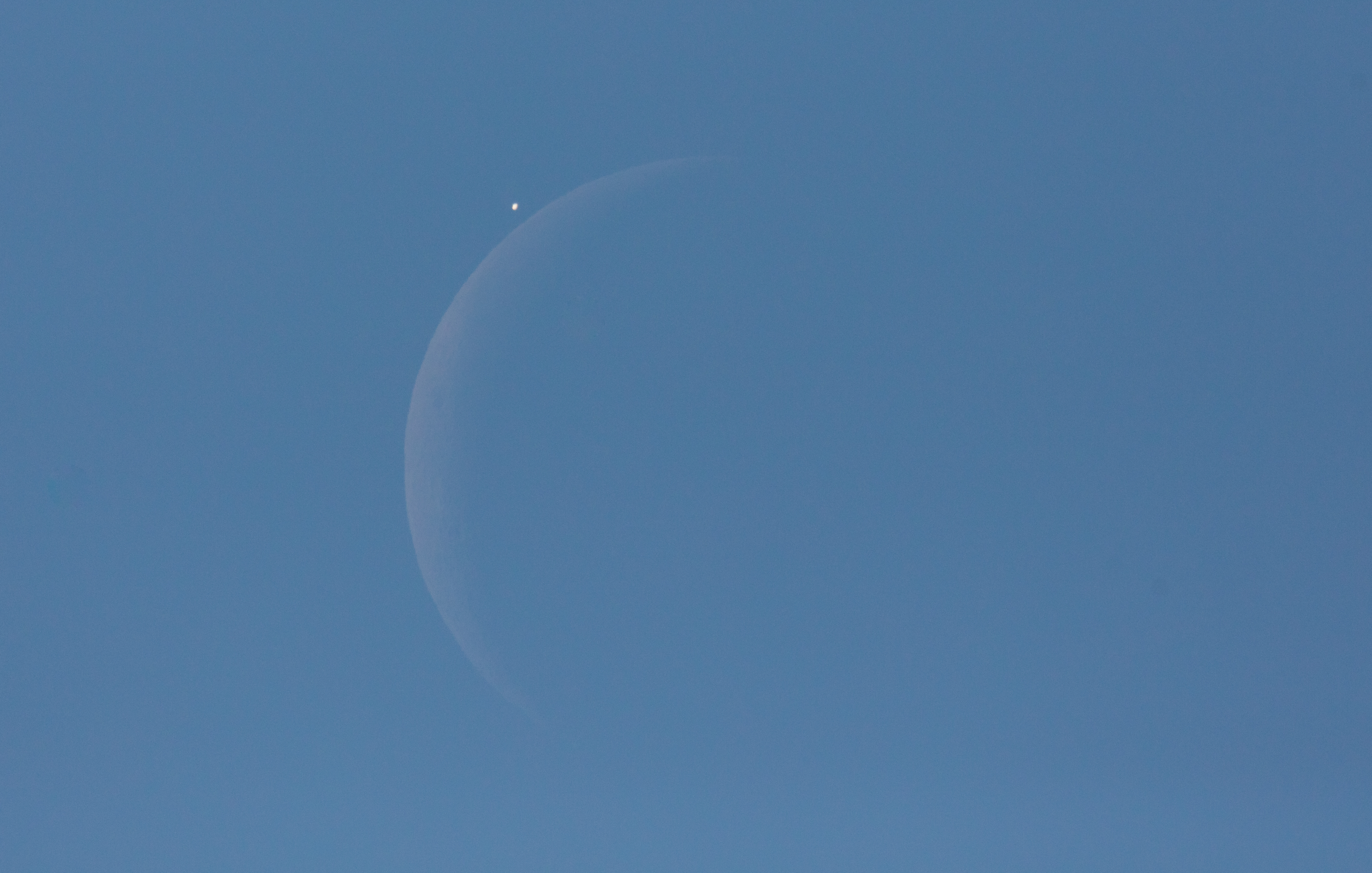
Kurz vor einer Venus-Bedeckung durch den Mond (Tagbeobachtung)

Wird ein Planet vom Erdmond bedeckt, was alle paar Monate vorkommt, sind die Verhältnisse prinzipiell der Sonnenfinsternis vergleichbar. Weil aber die scheinbare Mondbahn je nach Standort des irdischen Beobachters um ± 1° unterschiedlich verläuft, sind bei den relativ kleinen Planetenscheibchen totale Verfinsterungen viel häufiger als partielle.
Ähnlich ist es bei den regelmäßig auftretenden Verfinsterungen der Jupitermonde durch den 20 mal größeren Planeten. Sie werden gerne von Amateurastronomen beobachtet und waren bis zur Entwicklung genauer Uhren für die Seefahrt von großer Bedeutung. Wenn sich hingegen zwei Jupitermonde gegenseitig bedecken oder verfinstern, ist dies meistens nur partiell.